# Fabienne Schlumpf
Fabienne Schlumpf (ur. 17 listopada 1990 w Wetzikon) – szwajcarska lekkoatletka specjalizująca się w biegach długich.
W 2009 roku odpadła w eliminacjach biegu na 3000 metrów z przeszkodami podczas juniorskich mistrzostw Starego Kontynentu w Nowym Sadzie. Dwa lata później na młodzieżowych mistrzostwach Europy w Ostrawie na tym samym dystansie także nie awansowała do finału. Na mistrzostwach świata w Moskwie (2013) zawodniczka po biegu została zdyskwalifikowana. W następnym roku zajęła odległe miejsce na seniorskim czempionacie Europy w Zurychu. W 2016 Schlumpf wystartowała na mistrzostwach Europy w Amsterdamie i na igrzyskach olimpijskich w Rio de Janeiro, w których zajęła odpowiednio piąte i osiemnaste miejsce. Rok później odpadła w eliminacjach biegu przez przeszkody podczas rozgrywanych w Londynie mistrzostw świata.
Wielokrotna złota medalistka mistrzostw Szwajcarii oraz reprezentantka kraju na drużynowych mistrzostwach Europy. Również bez większych sukcesów startowała podczas europejskiego czempionatu w biegach przełajowych.

## Osiągnięcia
| Rok  | Impreza                                   | Miejsce        | Konkurencja                   | Lokata      | Wynik    |
| ---- | ----------------------------------------- | -------------- | ----------------------------- | ----------- | -------- |
| 2009 | Mistrzostwa Europy juniorów               | Nowy Sad       | bieg na 3000 m z przeszkodami | eliminacje  | 11:19,84 |
| 2011 | I liga drużynowych mistrzostw Europy      | Izmir          | bieg na 3000 m z przeszkodami | 7. miejsce  | 10:33,67 |
| 2011 | Młodzieżowe mistrzostwa Europy            | Ostrawa        | bieg na 3000 m z przeszkodami | eliminacje  | 10:31,10 |
| 2011 | Mistrzostwa Europy w biegach przełajowych | Velenje        | bieg młodzieżowców            | 30. miejsce | 21:31    |
| 2012 | Mistrzostwa Europy w biegach przełajowych | Budapeszt      | bieg młodzieżowców            | 14. miejsce | 21:32    |
| 2013 | I liga drużynowych mistrzostw Europy      | Dublin         | bieg na 3000 m z przeszkodami | 7. miejsce  | 10:01,88 |
| 2013 | Mistrzostwa świata                        | Moskwa         | bieg na 3000 m z przeszkodami | –           | DQ       |
| 2013 | Mistrzostwa Europy w biegach przełajowych | Belgrad        | bieg seniorek                 | 37. miejsce | 28:15    |
| 2014 | II liga drużynowych mistrzostw Europy     | Ryga           | bieg na 3000 m                | 2. miejsce  | 9:14,89  |
| 2014 | II liga drużynowych mistrzostw Europy     | Ryga           | bieg na 5000 m                | 1. miejsce  | 15:51,06 |
| 2014 | Mistrzostwa Europy                        | Zurych         | bieg na 3000 m z przeszkodami | 13. miejsce | 9:55,92  |
| 2015 | I liga drużynowych mistrzostw Europy      | Heraklion      | bieg na 3000 m z przeszkodami | 2. miejsce  | 9:50,32  |
| 2015 | Mistrzostwa Europy w biegach przełajowych | Hyères         | bieg seniorek                 | 31. miejsce | 27:13    |
| 2016 | Mistrzostwa Europy                        | Amsterdam      | bieg na 3000 m z przeszkodami | 5. miejsce  | 9:40,01  |
| 2016 | Igrzyska olimpijskie                      | Rio de Janeiro | bieg na 3000 m z przeszkodami | 18. miejsce | 9:59,30  |
| 2016 | Mistrzostwa Europy w biegach przełajowych | Chia           | bieg seniorek                 | 8. miejsce  | 25:46    |
| 2017 | I liga drużynowych mistrzostw Europy      | Vaasa          | bieg na 3000 m z przeszkodami | 1. miejsce  | 9:38,08  |
| 2017 | I liga drużynowych mistrzostw Europy      | Vaasa          | bieg na 5000 m                | 1. miejsce  | 15:47,29 |
| 2017 | Mistrzostwa świata                        | Londyn         | bieg na 3000 m z przeszkodami | eliminacje  | 9:36,08  |
| 2017 | Mistrzostwa Europy w biegach przełajowych | Šamorín        | bieg seniorek                 | 7. miejsce  | 27:24    |
| 2018 | Mistrzostwa Europy                        | Berlin         | bieg na 3000 m z przeszkodami | 2. miejsce  | 9:22:29  |
| 2018 | Mistrzostwa Europy w biegach przełajowych | Tilburg        | bieg seniorek                 | 2. miejsce  | 26:06    |
| 2020 | Mistrzostwa świata w półmaratonie         | Gdynia         | półmaraton                    | 13. miejsce | 1:08:38  |
| 2021 | I liga drużynowych mistrzostw Europy      | Kluż-Napoka    | bieg na 5000 m                | 1. miejsce  | 15:42,45 |
| 2021 | Igrzyska olimpijskie                      | Tokio          | maraton                       | 12. miejsce | 2:31:36  |
| 2022 | Mistrzostwa Europy                        | Monachium      | maraton                       | 9. miejsce  | 2:30:17  |
| 2024 | Mistrzostwa Europy                        | Rzym           | półmaraton                    | 7. miejsce  | 1:10:01  |
| 2024 | Igrzyska olimpijskie                      | Paryż          | maraton                       | 16. miejsce | 2:28:10  |

## Rekordy życiowe
- bieg na 3000 metrów – 8:58,63 (2017)
- bieg na 5000 metrów – 15:23,44 (2018)
- bieg na 10 kilometrów – 32:01 (2018) rekord Szwajcarii
- półmaraton – 1:08:27 (2021) rekord Szwajcarii
- maraton – 2:24:30 (2023) rekord Szwajcarii
- bieg na 2000 metrów z przeszkodami – 6:20,33 (2017) rekord Szwajcarii
- bieg na 3000 metrów z przeszkodami – 9:21,65 (2017) rekord Szwajcarii